# Нтифоро, Густав
Густав Кваси Нтифоро (англ. Gustav Kwasi Ntiforo; 26 марта 1933, Ависа, Золотой Берег — 11 октября 2021, Альбукерке, Нью-Мексико) — ганский легкоатлет, выступавший в беге на короткие дистанции. Участник летних Олимпийских игр 1960 года.

## Биография
Густав Нтифоро родился 26 марта 1933 года в деревне Ависа в британской колонии Золотой Берег (сейчас Гана).
Учился в школе-интернате по британской системе образования.
В 1960 году вошёл в состав сборной Ганы на летних Олимпийских играх в Риме. В беге на 100 метров в 1/8 финала занял 4-е место, показав результат 11,0 секунды и уступив 0,2 секунды попавшему в четвертьфинал с 3-го места Хайнцу Мюллеру из Швейцарии.
В 1961 году участвовал в летней Универсиаде в Софии. В беге на 100 метров и 200 метров дошёл до полуфинала.
Преподавал в университете науки и технологии в Кумаси.
В 1975 году перебрался в США, где работал над докторской диссертацией в университете Нью-Мексико. Параллельно преподавал в государственных школах Альбукерке. Проводил семинары, занятия и презентации, летние музейные программы.
Умер 11 октября 2021 года в Альбукерке.

## Личный рекорд
- Бег на 100 метров — 9,5 (1961)[4]

## Семья
Отец — С. Р. Нтифоро, пресвитерианский священник.
Мать — Фремпомаа Нтифоро.
В семье было девять детей, среди которых Густав был старшим.